# Scott Foley
Scott Kellerman Foley, född 15 juli 1972 i Kansas City i Kansas, är en amerikansk skådespelare. 
Foley var med i den kritikerrosade krigsserien The Unit där han spelar en av huvudkaraktärerna, vid namn Bob Brown. Foley har också varit med i Scrubs, där han spelade Sean Kelly, pojkvän till Sarah Chalkes karaktär Elliot Reid.
Han gifte sig med Jennifer Garner den 19 oktober 2000, paret skilde sig 30 mars 2003. Han gifte senare om sig med Marika Dominczyk den 5 juni 2007. 

## Filmografi (i urval)
- 1998 – Dawsons Creek (TV-serie) (fem avsnitt)
- 2000 – Scream 3
- 1998–2002 – Felicity (TV-serie) (84 avsnitt)
- 2002–2009 – Scrubs (TV-serie) (tolv avsnitt)
- 2006–2009 – The Unit (TV-serie) (69 avsnitt)
- 2009–2010 – Cougar Town (TV-serie) (fyra avsnitt)
- 2010–2012 – Grey's Anatomy (TV-serie) (15 avsnitt)
- 2011–2012 – True Blood (TV-serie) (tio avsnitt)
- 2013–2018 – Scandal (TV-serie) (104 avsnitt)
- 2025 – La Dolce Villa
- 2026 – Scream 7